# تخت (مینودشت)
تخت، روستایی  از توابع بخش مرکزی شهرستان مینودشت در استان گلستان ایران است.

## جمعیت
این روستا در دهستان چهل‌چای قرار داشته و بر اساس سرشماری سال ۱۳۹۵ جمعیت آن ۸۶۲ نفر (۲۸۱ خانوار)
بوده‌است.*K*
saba1020@ کانال خدمات رایانه ای صبا

## موقعیت جغرافیایی
تخت در ۱۲ کیلومتری جنوب شرقی شهرستان مینودشت واقع شده‌است. وجه تسمیه نام آن از روستای تخت که در مجاورت آن قرار دارد می‌باشد. منطقه تخت از نظر تقسیمات کشوری تابع استان گلستان و شهرستان مینودشت می‌باشد. این منطقه از طریق دو جاده چهل چای و جنگل ده با شهرستان مینودشت ارتباط دارد. همچنین از طریق روستای سوسرا؛ واقع شده در جنوب غربی منطقه نیز آمد وشد ممکن می‌باشد.
منطقه تخت از شمال به دره چهل چای، از جنوب به دره ساسنگ، از شرق به ارتفاعات حاجی لر و از غرب به روستاهای لیسه، محمد زمان خان، امام عبدالله، لولم، سرابو و ازداران محدود می‌گردد. *E*

## وضعیت آب و هوایی
منطقه تخت دارای تابستانهای متعادل و مرطوب و زمستانهای پر بارش می‌باشد که اکثر نزولات به صورت برف در ارتفاعات تظاهر می‌نمایند. حداقل برودت در زمستان ۱۰- درجه سانتیگراد و حداکثر گرما در تابستان برابر با ۳۵درجه گزارش شده‌است. بارندگی به صورت باران در فصل بهار بعضاً بحدی می‌باشد که در تردد روزانه ایجاد اخلال می‌کند. وجود اینگونه بارندگی‌ها رودخانه‌ای چون رودخانه چهل چای را سیراب می‌کند که در پیش‌بینی منابع تأمین آب معدن می‌تواند مورد توجه قرار گیرد. بر اساس آمار موجود متوسط بارندگی سالانه در منطقه تخت ۵۰۰–۴۵۰ میلی‌متر می‌باشد.
این شرایط آب و هوایی باعث رونق کشاورزی و رشد گونه‌های مختلف گیاهی در منطقه و ایجاد لایه ضخیم آلوویوم (۵۰/۰ تا بعضاً ۱۰۰ متر) در سطح زمین شده‌است که سه مورد یاد شده یعنی کشتزارها و مناطق کشاورزی، پوشش گیاهی متراکم و روباره آبرفتی ضخیم مشکلات عدیده‌ای در امر اکتشاف محسوب می‌گردند. *Y*

## ارتفاعات منطقه
میانگین ارتفاع منطقه تخت از سطح دریا ۸۷۰ متر می‌باشد که بلندترین منطقه ارتفاعات کوه لرگاه برابر با ۱۵۸۹ متر و پست‌ترین نقطه مینودشت با ارتفاع ۱۵۰ متر می‌باشد.
این منطقه از نظر جغرافیای طبیعی قسمتی از سلسله جبال البرزشرقی می‌باشد که از شمال شرق بسمت جنوب غرب شامل مناطق تخت، حیدرکلا، صندوق سنگ، امام عبدالله، ازدارا و ساسنگ می‌باشد. *V*

## علت نامگذاری
به گفته کارشناسا ن این منطقه قدمتی حدود ۶۰۰ ساله دارد وعلت نامگذاری آن را به دوشکل حدس می‌زنند .
۱- با اینکه روستا در ارتفاعات واقع شده اما در زمینی صاف ومسطح قرار گرفته‌است.
۲- از شواهدی که در تپه‌های اطراف روستا یافت شده‌است گفته می‌شود این منطقه پایتخت حکومتی محلی بوده که به مرور از بین رفته ونام منطقه نیز به تخت تبدیل شده‌است. *A*

## معادن
همچنین این منطقه یکی از بزرگترین معادن زغال سنگ آنتراسیت خاورمیانه را داراست. ذخیره احتمالی این معدن ۱۷ میلیون تن و ذخیره قطعی آن را یک میلیون و ۶۰۰ هزار تن تخمین زده‌اند. *N*

## مراسم محرم در روستای تخت
از دهه اول محرم که ایام عزاداری آقا امام حسین (ع) شروع می‌شود مردم در تنها مسجد این روستا به نام مسجد جامع، جمع می‌شوند. رسم بر این است که همه مردم، زن و مرد، پیر و جوان خود را ملزم می‌دانند که به نوعی در عزاداری مشارکت کنند. همچنین مراسم روضه خوانی و عزاداری گسترده ای در این روستا برپا می‌شود. مراسم نذری پزان در این روستا ده روز اول محرم ناهار و شام برای عزاداران و اهالی پخته می‌شود. مردم هر کدام به نوعی در آن مشارکت می‌کنند؛ زن‌ها در پخت و پز دو شادوش مردان کار می‌کنند و کمک کردن را به نوعی افتخار می‌دانند که در مراسم عزاداری سید الشهدا (ع) سهیم هستند و هیئت‌های عزادار پس از انجام مراسم در کنار هم نذری‌های پخته شده را تناول می‌کنند. مردم علم و کتل‌هایی را که از گذشته‌های دور نزد بزرگان ده نگهداری می‌شود، در روز پنجم محرم به عنوان همراهی با کاروان کربلا، بیرون می‌آورند و از داخل روستا دسته‌های عزادار سینه زنان و نوحه گویان به سمت گورستان روستا به راه می‌افتند. راه پر پیچ و خم و با پستی و بلندی‌های فراوان است اما مردم عزادار بی هیچ واهمه ای مسیر را راهپیمایی می‌کنند و کل مسیر را به نوحه خوانی و عزاداری می‌پردازند. رسم بر این است که هیئت عزادار در کنار خانهٔ کسانی که عزیزی را از دست داده‌اند لحظه ای تأمل کرده و با این کار علاوه بر ادامه عزاداری با اهل خانه در فراغ عزیزشان ابراز هم دردی می‌کنند. هنگامی که به گورستان رسیدند روحانی روستا شروع به قرائت خطبهٔ کربلا و روضه خوانی می‌کند. پس از آن عزاداران و مردم همراه فاتحه ای برای اهل قبور خوانده و به روستا بازمی‌گردند. از دیگر رسومات عزاداری این روستا این است که هیئت عزاداران و اهالی روستا رسم دارند به شکل دسته‌های سینه زنی و عزاداری به روستاهای اطراف نیز بروند. روز تاسوعای امسال همه عزاداران و اهالی از پیر و جوان به سمت امامزاده یحیی بن زید رفتند. مرقد این امامزاده در شهرستان گنبد کاووس قرار دارد. نزدیکی روستای تخت روستایی به نام (سرخو) قرار دارد. امامزاده ای در این روستا است که در بین اهالی به (پیر) معروف است. عزاداران که به این امام زاده بسیار اعتقاد دارند، مسیر طولانی بین روستای تخت تا این امام زاده را را هپیمایی می‌کنند و پس از زیارت و اجرای مراسم عزاداری در صحن امام زاده به سوی روستا بازمی‌گردند البته مردم روستاهای اطراف نیز پس از بازگشت مردم به تخت می‌آیند و به صورت هیئت بزرگ و هماهنگ به عزاداری می‌پردازند. در روز عاشورا هم هیئت عزاردار پس از عزاداری به مسجد ده آمدند و نماز ظهر ظهر عاشورا را با هماهنگی ادا کردند. پس از آن روحانی روستا روضه حضرت زینب و مرثیه روز عاشورا را برای همه خواند و پس از صرف نهار عزاداران به خانه هایشان رفتند. اما مراسم به همین‌جا ختم نمی‌شود. در غروب روز عاشورا همه اهالی ده برای اجرای مراسم شام غریبان و هم دردی با خانواده امام حسین (ع) به سمت گورستان روستا رفته و در رثای سالار شهیدان کربلا و یارانش به سوگ نشستند و در این مراسم روحانی روستا روضه خوانی کرده و پس از اجرای مراسم و قرائت فاتحه برای اهل قبور به سوی خانه هایشان بازگشتند و این عادت همه ساله مردم خون‌گرم و مهربان روستای تخت است. *GHezelsofla*